# 그리고리오스 팔라마스
그리고리오스 팔라마스(그리스어: Γρηγόριος Παλαμάς, 1296년경 - 1357년 또는 1359년)는 비잔티움 제국 후기 저명한 신학자이다. 아토스산 수사로 나중에 테살로니키의 주교가 된 그는 헤시카즘 영성을 대변한 것으로 유명하다. 1368년 이후 동방 정교회에서 성인으로 공경받고 있다. 그가 남긴 글 중 일부는 필로칼리아에 포함됐으며, 오스만 제국 시대부터 동방 정교회에서는 사순대재 제2주일마다 그리고리오스 팔라마스를 기념하고 있다.

## 같이 보기
- 아토스산
- 기독교 신비주의